# Indovina chi viene a cena (programma televisivo)
Indovina chi viene a cena è un programma televisivo italiano d'inchiesta, in onda su Rai 3 a partire dal 10 ottobre 2016.

## Programma
Il programma nasce come spin-off ideato e condotto da Sabrina Giannini, che già da autrice storica e inviata di Report ha trattato con le sue inchieste gli argomenti mostrati da questa videoinchiesta monotematica; gli argomenti sono molteplici e si spazia dalla produzione di cibo industriale allo sfruttamento delle terre, delle acque e della caccia.
La sigla è la canzone Les cornichons di Nino Ferrer.

## Puntate

### Stagione 2016-2017
La stagione 2016-2017 è andata in onda dal 10 al 28 ottobre 2016 e dal 27 marzo al 5 giugno 2017 il lunedì sera prima di Report con brevi inchieste della durata di circa 20 minuti.
La prima stagione è basata su una serie di inchieste riguardanti temi attinenti all'alimentazione e alla produzione di cibo, facendo riferimento e indagando sui metodi e sull'etica di produzioni delle grandi aziende, anche multinazionali e degli allevamenti. Non manca poi il racconto di progetti alternativi riguardanti la produzione alimentare nel futuro.
| Nº | Titolo                   | Prodotto/Argomento                                         | Data prima TV    |
| -- | ------------------------ | ---------------------------------------------------------- | ---------------- |
| 1  | Latte e suoi derivati    | Prodotti lattiero-caseari / allevamento di bovini          | 10 ottobre 2016  |
| 2  | L'insalata era nell'orto | Coltivazione degli ortaggi / nuovi sistemi di coltivazione | 17 ottobre 2016  |
| 3  | Caffè scorretto          | Produzione di caffè                                        | 24 ottobre 2016  |
| 4  | Carnaio                  | Sistemi alternativi per la produzione di carne             | 31 ottobre 2016  |
| 5  | Mens sana                | Mense scolastiche                                          | 7 novembre 2016  |
| 6  | Pane al pane             | Prodotti da forno                                          | 14 novembre 2016 |
| 7  | Baby boom                | Prodotti per la prima infanzia                             | 21 novembre 2016 |
| 8  | Dalle stelle alle stalle | vari servizi tratti dalle puntate precedenti               | 28 novembre 2016 |
| 9  | Sano come un pesce       | Pesca / allevamenti ittici                                 | 27 marzo 2017    |
| 10 | La chiamano Trinità      | Qualità dei prodotti industriali                           | 3 aprile 2017    |
| 11 | Il grillo fumante        | Alimentazione a base di insetti                            | 10 aprile 2017   |
| 12 | Il pelo dell'uovo        | Uova / allevamenti di galline                              | 17 aprile 2017   |
| 13 | La buccia di banana      | Coltivazione di banane - prodotti equosolidali             | 24 aprile 2017   |
| 14 | Un'alga ci sfamerà       | Le alghe nell'alimentazione                                | 8 maggio 2017    |
| 15 | Perle ai porci           | Allevamenti di suini                                       | 15 maggio 2017   |
| 16 | Che gusto c'è?           | Gelati artigianali                                         | 22 maggio 2017   |
| 17 | Pomo d'oro               | Produzione e lavorati a base di pomodori                   | 29 maggio 2017   |
| 18 | Un pianeta ben cotto     | Il futuro delle risorse naturali                           | 5 giugno 2017    |

### Stagione 2017
La stagione 2017 è andata in onda dal 20 novembre all'11 dicembre per quattro puntate in seconda serata (23:10 circa) con il titolo Indovina chi viene dopo cena.
In questa stagione sono andate in onda delle videoinchieste della durata di circa 45 minuti riguardanti lo stato dell'ecosistema naturale, quindi della fauna selvatica e dell'ambiente naturale, in relazione ai comportamenti e ai bisogni dell'uomo moderno.
| Nº | Titolo                             | Data prima TV    |
| -- | ---------------------------------- | ---------------- |
| 1  | Terra                              | 20 novembre 2017 |
| 2  | Acqua                              | 27 novembre 2017 |
| 3  | C'era una volta... il lupo cattivo | 4 dicembre 2017  |
| 4  | Aria Gas on Ice                    | 11 dicembre 2017 |

### Stagione 2018
La stagione 2018 è andata in onda dal 7 ottobre all'11 novembre per sei domeniche alle 20:30 con puntate della durata di circa 47 minuti.
| Nº | Titolo                        | Data prima TV    | Telespettatori | Share |
| -- | ----------------------------- | ---------------- | -------------- | ----- |
| 1  | La sagra famiglia             | 7 ottobre 2018   | 1.184.000      | 5,10% |
| 2  | Ecoturismo                    | 14 ottobre 2018  | 1.052.000      | 4,30% |
| 3  | Nella pancia della balena     | 21 ottobre 2018  | 1.056.000      | 4,19% |
| 4  | Dieci scimmie e un maggiolino | 28 ottobre 2018  | 991.000        | 3,80% |
| 5  | Le api robot e il miele finto | 4 novembre 2018  | 1.629.000      | 6,40% |
| 6  | Cani di plastica              | 11 novembre 2018 | 1.168.000      | 4,60% |

### Stagione 2019
La stagione 2019 è andata in onda dal 2 settembre per sette lunedì alle 21:20 circa prima di Presa diretta con puntate della durata di circa 30 minuti.
| Nº | Titolo                    | Data prima TV     | Telespettatori | Share |
| -- | ------------------------- | ----------------- | -------------- | ----- |
| 1  | All You Can Eat           | 2 settembre 2019  | 1.126.000      | 4,80% |
| 2  | MediCINA                  | 9 settembre 2019  | 1.143.000      | 4,73% |
| 3  | I superfood esotici       | 16 settembre 2019 | 1.380.000      | 5,66% |
| 4  | Mare Magno                | 23 settembre 2019 | 1.424.000      | 5,50% |
| 5  | La dieta dei centenari    | 30 settembre 2019 | 1.503.000      | 5,80% |
| 6  | Uomini che amano le donne | 7 ottobre 2019    | 1.243.000      | 4,80% |
| 7  | Il santo gran             | 14 ottobre 2019   | 1.339.000      | 5,10% |

### Stagione 2020
Per la stagione 2020 il programma è tornato alla domenica sera, andando in onda dal 29 marzo al 3 maggio per sei puntate alle 20:30 con puntate di circa 45 minuti.
| Nº | Titolo                       | Data prima TV  | Telespettatori | Share | Fonte |
| -- | ---------------------------- | -------------- | -------------- | ----- | ----- |
| 1  | Il virus è un boomerang      | 29 marzo 2020  | 1.609.000      | 5,28% | [ 2 ] |
| 2  | Cosa mangeremo?              | 5 aprile 2020  | 1.760.000      | 5,67% | [ 3 ] |
| 3  | È tutto dolce come il miele? | 12 aprile 2020 | 1.753.000      | 6,01% | [ 5 ] |
| 4  | Una dieta di plastica        | 19 aprile 2020 | 1.320.000      | 4,45% | [ 6 ] |
| 5  | Benessere animale            | 26 aprile 2020 | 993.000        | 3,11% | [ 7 ] |
| 6  | L'avocado del diavolo        | 3 maggio 2020  | 1.736.000      | 6,11% | [ 8 ] |

### Stagione 2021
Per la stagione 2021 il programma è tornato al sabato sera, iniziando con uno speciale legato al COVID-19 sabato 27 febbraio; è proseguito poi dopo l'estate sempre nella prima serata di sabato con puntate più lunghe, della durata di circa 110 minuti.
| Nº | Titolo                      | Data prima TV     | Telespettatori | Share | Fonte  |
| -- | --------------------------- | ----------------- | -------------- | ----- | ------ |
| 1  | L'innocenza del pipistrello | 27 febbraio 2021  | 1.064.000      | 4,65% | [ 10 ] |
| 2  | Una rivoluzione quasi verde | 25 settembre 2021 | 815.000        | 4,30% | [ 11 ] |
| 3  | Eco-balle                   | 30 ottobre 2021   | 696.000        | 3,49% | [ 12 ] |
| 4  | Eternamente sani            | 6 novembre 2021   | 1.017.000      | 5,14% | [ 13 ] |

### Stagione 2022
La stagione 2022 è andata in onda dal 3 settembre nella prima serata di sabato per 4 puntate della durata di circa 90 minuti.
| Nº | Titolo                   | Data prima TV     | Telespettatori | Share | Fonte  |
| -- | ------------------------ | ----------------- | -------------- | ----- | ------ |
| 1  | Cambio pelle             | 3 settembre 2022  | 690.000        | 4,76% | [ 15 ] |
| 2  | Il seme della resistenza | 10 settembre 2022 | 693.000        | 4,84% | [ 16 ] |
| 3  | Un polpo al cuore        | 17 settembre 2022 | 606.000        | 3,85% | [ 17 ] |
| 4  | La carne al bivio        | 24 settembre 2022 | 702.000        | 3,92% | [ 18 ] |

### Stagione 2023
La stagione 2023 è andata in onda dal 27 aprile nella prima serata di giovedì per 4 puntate della durata di circa 94 minuti.
| Nº | Titolo                     | Data prima TV  | Telespettatori | Share | Fonte  |
| -- | -------------------------- | -------------- | -------------- | ----- | ------ |
| 1  | La mossa del cavallo       | 27 aprile 2023 | 766.000        | 3,9%  | [ 19 ] |
| 2  | Il verde è di moda         | 4 maggio 2023  | 787.000        | 4,28% | [ 20 ] |
| 3  | Non c'è pace tra gli ulivi | 1º giugno 2023 | 871.000        | 4,9%  | [ 21 ] |
| 4  | La polpetta avvelenata     | 8 giugno 2023  | 628.000        | 3,8%  | [ 22 ] |

### Stagione 2024
La stagione 2024 è andata in onda dal 25 febbraio nella prima serata di domenica per 7 puntate della durata di circa 112 minuti, iniziando con una puntata speciale che ha mostrato parti di vecchie inchieste su moda sostenibile e greenwashing.
| Nº | Titolo                                              | Data prima TV    | Telespettatori | Share | Fonte  |
| -- | --------------------------------------------------- | ---------------- | -------------- | ----- | ------ |
| 1  | Aspettando Indovina chi viene a cena - Greenwashing | 25 febbraio 2024 | 1.207.000      | 6,31% | [ 24 ] |
| 2  | Com'è andata a finire                               | 3 marzo 2024     | 984.000        | 5,09% | [ 25 ] |
| 3  | I padroni del cibo                                  | 10 marzo 2024    | 980.000        | 5,13% | [ 26 ] |
| 4  | La nutrizione e la longevità                        | 17 marzo 2024    | 1.034.000      | 5,52% | [ 27 ] |
| 5  | L'ambiente e gli ecosistemi                         | 24 marzo 2024    | 680.000        | 3,85% | [ 28 ] |
| 6  | Davide contro Monsanto                              | 7 aprile 2024    | 1.109.000      | 6,29% | [ 29 ] |
| 7  | Il rapporto tra uomo e gli animali                  | 14 aprile 2024   | 936.000        | 5,12% | [ 30 ] |

### Stagione 2025
La stagione 2025 è andata in onda dal 22 febbraio nella prima serata di sabato per 4 puntate della durata di circa 110 minuti. Il 22 e il 29 marzo sono state proposte due puntate Cult con inchieste delle passate edizioni.
| Nº | Data prima TV    | Telespettatori | Share | Fonte  |
| -- | ---------------- | -------------- | ----- | ------ |
| 1  | 22 febbraio 2025 | 915.000        | 5,06% | [ 31 ] |
| 2  | 1º marzo 2025    | 851.000        | 4,81% | [ 32 ] |
| 3  | 8 marzo 2025     | 739.000        | 4,40% | [ 33 ] |
| 4  | 15 marzo 2025    | 747.000        | 4,16% | [ 34 ] |